# Voskhod 2
Voskhod 2, la huitième mission spatiale soviétique et la deuxième du programme Voskhod, se déroule les 18 et 19 mars 1965.
Le vaisseau emporte deux cosmonautes. À la fin de la première orbite, l'un des deux, Alexeï Leonov, effectue la première sortie extravéhiculaire jamais réalisée par un homme dans l'espace, d'une durée de 12 minutes.
La mission est émaillée de nombreux incidents, notamment lorsque Leonov rencontre d'énormes difficultés pour réintégrer le vaisseau, mais aussi lors du retour sur Terre, quand la cabine se perd dans une forêt épaisse et très enneigée et que l'on ne retrouve pas l'équipage avant plusieurs heures.
Cette mission est la dernière du programme Voskhod, celui-ci étant progressivement abandonné l'année suivante au profit du programme Soyouz.

## Contexte
Depuis le lancement de Spoutnik 1, en 1957, les États-Unis et l'Union Soviétique se livrent à une course à l'espace intense et très médiatisée car elle s'inscrit dans le contexte de la Guerre froide : chacune des deux superpuissances entend prouver la supériorité de son système politique par le biais de ses performances dans le domaine spatial.
Le rôle de la propagande est particulièrement important en URSS : dans leur souci de promouvoir l'image de leur pays, les dirigeants incitent les techniciens à multiplier les "premières" spectaculaires et, ce faisant, exposent les cosmonautes à des risques plus importants que leurs collègues américains. Les défaillances et les échecs sont par ailleurs purement et simplement dissimulés.
L'objectif principal du programme Voskhod s'inscrit dans cette optique plus que toute autre. Alors que le premier vol, en octobre 1964, emportait trois passagers - une première - le second est le théâtre de la toute première sortie extravéhiculaire. À la différence des Américains, qui ignorent tout des projets des Soviétiques et des moyens mis en œuvre, ceux-ci profitent au maximum de la politique de transparence de leurs rivaux. Ils savent notamment depuis 1963 que la NASA s'est lancée dans la conception d'un vaisseau biplace, baptisé Gemini et que celui-ci permettra à l'un de ses deux occupants de s'extraire du vaisseau.
Le premier vol Gemini (inhabité) s'est déjà déroulé un an plus tôt, en avril 1964, et en ce mois de mars 1965, la première cabine habitée est sur le point de décoller. De surcroît, les Américains ont annoncé qu'ils prévoyaient de réaliser prochainement une sortie extravéhiculaire. La course à l'espace s'apparentant à une compétition sportive où chaque instant compte, les Soviétiques tiennent absolument à remporter une victoire supplémentaire.

## Équipements
Compte tenu de l'objectif fixé, la sortie dans l'espace, la configuration de Voskhod 2 change sensiblement par rapport à celle de Voskhod 1 : un sas a été fixé sur la cloison de la cabine tandis que les deux passagers sont équipés de combinaisons.

### Sas Volga

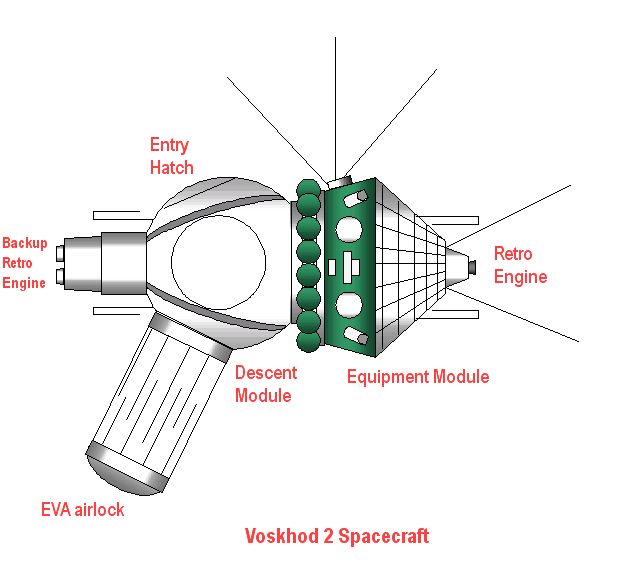
Schéma de Voskhod avec le sas gonflable Volga, en bas à gauche.

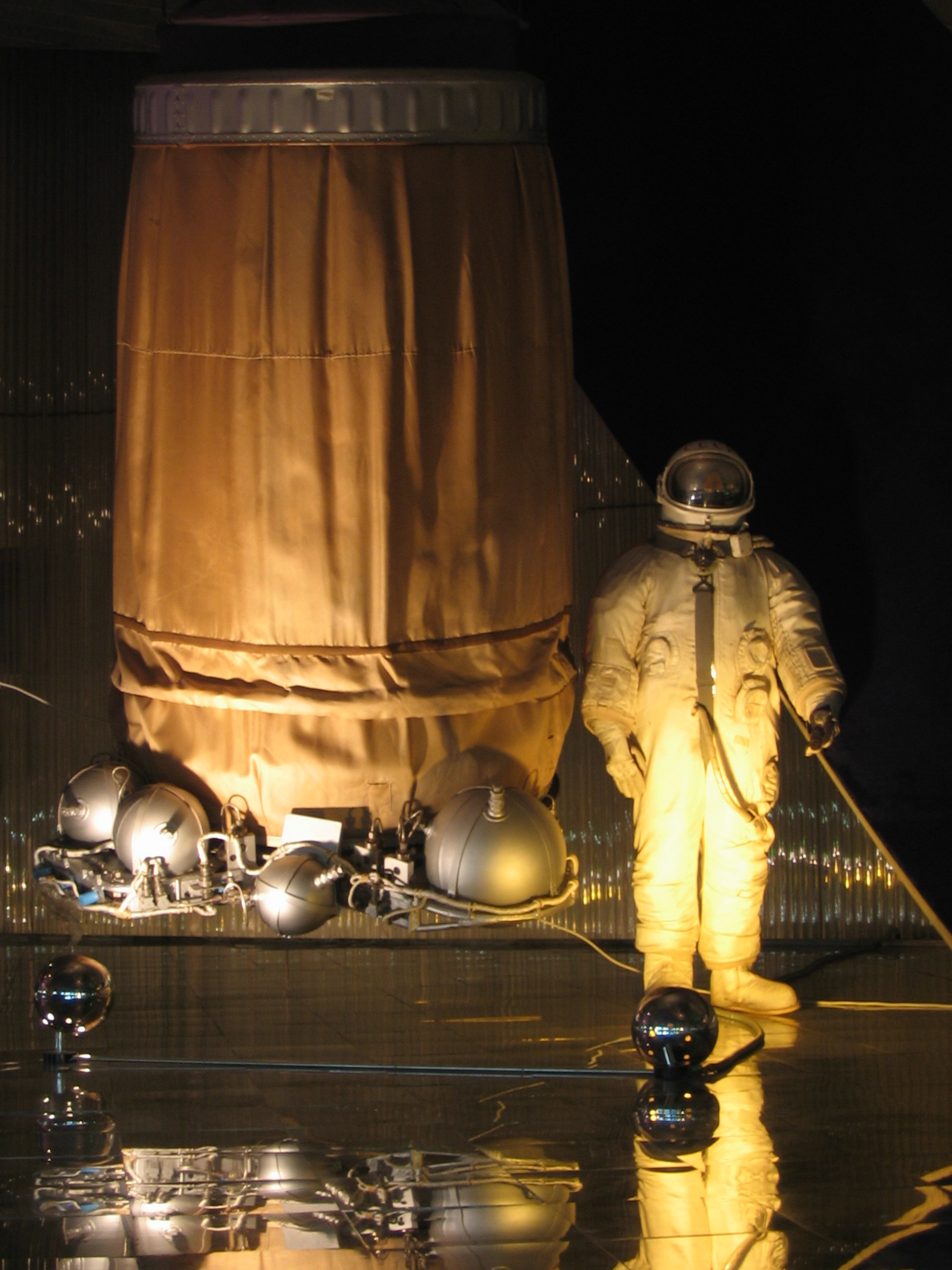
Le sas Volga et une combinaison Berkut semblable à celle utilisée par Leonov.

Les spécifications du projet de « marche dans l'espace », baptisé Vykhod (« sortie »), ont été formalisées dans le courant 1964 : la version « 3KD » du Voskhod est pourvue d'un sas fixé sur le côté du module. Replié pendant la phase de décollage, il est prévu qu'il soit gonflé une fois le vaisseau sur son orbite puis largué après son usage.
Ce sas est nécessaire car les capacités réduites de la cabine et les caractéristiques de l'instrumentation ne permettent pas d'exposer l'intérieur au vide, solution qui a été retenue pour les vaisseaux Gemini et qui le sera à nouveau plus tard lors du programme Apollo. Baptisé Volga, ce sas a été conçu, fabriqué et testé en neuf mois.
Replié au décollage, il forme une excroissance de 74 cm d'épaisseur sur la coque du vaisseau. Il comprend un anneau métallique de 1,2 m de diamètre ajusté autour de l'écoutille, une partie cylindrique constituée d'une double paroi en caoutchouc d'une longueur de 2,5 m en position déployée, et, à son extrémité un second anneau métallique de 1,2 m de diamètre avec en son centre une écoutille de 65 cm de diamètre. Une fois déployé, le volume interne du sas est de 2,5 m3. L'espace entre la double paroi est cloisonné selon l'axe longitudinal en 40 compartiments étanches regroupés en trois groupes indépendants ; il suffit que les compartiments de deux de ces groupes soient gonflés pour que le sas se déploie.
Quatre réservoirs d'oxygène sphériques sont utilisés d'une part pour gonfler la structure et pressuriser le sas, une opération qui prend sept minutes ; d'autre part en tant que réserve de secours pour le cosmonaute effectuant la sortie.
L'intérieur du sas est éclairé par deux appliques. Trois caméras 16 mm doivent filmer la sortie : deux sont installées à l'intérieur et une à l'extérieur, à l'extrémité d'une bôme fixée sur l'anneau supérieur.
Le commandant de bord peut contrôler le sas depuis l'intérieur de la cabine mais le cosmonaute effectuant la sortie dispose également d'un boitier de commande fixé à l'intérieur du sas. Tout équipé, celui-ci pèse 250 kg tandis que le vaisseau a une masse de 5 685 kg.

### Combinaison Berkut
Pour effectuer sa sortie, Leonov utilise une combinaison baptisée « Berkut » (« aigle royal »). Celle-ci est une évolution de la combinaison Sokol-1 utilisée pour les missions du programme Vostok. Un équipement dorsal fournit 45 minutes d'oxygène, stocké dans trois réservoirs sphériques de deux litres à la pression de 220 atmosphères. L'air est pompé avec un débit de 20 litres à la seconde dans le casque puis est diffusé dans le reste de la combinaison via un régulateur de pression. Une valve permet l'évacuation de la chaleur, l'humidité et le dioxyde de carbone.
La pression de la combinaison peut être réglée à 40,6 kilopascals ou 27,4 kilopascals pour donner plus au moins de liberté de manœuvre au cosmonaute. Sa masse est de 20 kg et celle de l'équipement dorsal de 25 kg.

## Préparatifs
Au début de l'année, les Américains ont annoncé leur intention de réaliser une sortie extravéhiculaire dans les mois à venir, ce qui a accru la pression sur les Soviétiques.
Sous la désignation Cosmos 57 (en), un vaisseau Voskhod habité seulement par deux mannequins mais équipé d'un sas a été lancé le 22 février. Les opérations de déploiement du sas et son largage ont été réalisés automatiquement. Le vol s'est déroulé de manière nominale jusqu'à ce que le vaisseau disparaisse brutalement des écrans radar. Les investigations menées par la suite montreront que, si deux stations terrestres émettent au même moment, les signaux sont interprétés comme un ordre de mise à feu de la rétrofusée. Cosmos-57 ayant entamé sa rentrée atmosphérique sur une trajectoire imprévue, il a été détruit par le système d'autodestruction de sorte qu'il ne tombe pas entre des mains étrangères.
Le vol ayant été considéré comme un demi-succès, Korolev a décidé d'un nouveau test : le retour sur terre du vaisseau avec l'anneau de base du sas. Cet objectif a été atteint le 15 mars avec un satellite militaire Zénith (envoyé sur orbite le 7 sous l'étiquette Cosmos 59). Le projet Voskhod 2 a été validé dès le lendemain, le 16, et le décollage fixé au 18.
Comme d'habitude, toutes ces informations seront tenues secrètes durant des années, jusqu'à la Glasnost, dans les années 1980.

## Équipage

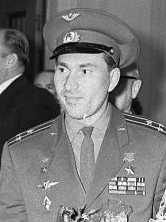
Pavel Beliaïev.

Les deux cosmonautes ont été sélectionnés en 1960 mais l'équipage a été constitué en juin 1964. Il est composé de Pavel Beliaïev, 39 ans, commandant de la mission, et d'Alexeï Leonov, 30 ans, chargé d'effectuer la sortie extravéhiculaire. Tous deux s'apprêtent à effectuer leur première mission.
L'équipage-doublure a été composé respectivement de Viktor Gorbatko et Ievgueni Khrounov mais une extrasystole ayant été détectée sur Gorbatko pendant l'entraînement, en janvier 1965, celui-ci a été remplacé par Dimitri Zaïkine (en).
Leonov a suivi un entraînement particulièrement intense : plus de 150 simulations de sorties à bord d'un Tupolev Tu-104 reproduisant l'apesanteur ainsi que 117 sauts en parachute. Les médecins lui ont fait passer un test particulièrement sévère : il a été enfermé durant un mois dans une chambre complètement coupée du monde puis, immédiatement après, embarqué à bord d'un chasseur MiG-15 dont le pilote s'est livré à toutes sortes d'acrobaties. Le test s'est achevé par l'éjection de Leonov et son atterrissage en parachute, afin qu'il prouve la qualité de ses réflexes dans des conditions extrêmes.

## Déroulement de la mission

### Mise en orbite
Le 18 mars, le temps est peu clément avec une pluie intermittente et un plafond nuageux bas. La fusée est cependant lancée à la date prévue et le vaisseau est placé sur une orbite elliptique de 167 × 475 km avec une inclinaison de 64,8°. Le vaisseau parcourt cette orbite en 90,9 minutes.

### Sortie dans l'espace
| Heure        | Description                                                                                       |
| ------------ | ------------------------------------------------------------------------------------------------- |
| 8h28 13" UTC | Le sas de Voskhod 2 est dépressurisé par Leonov.                                                  |
| 8h32 54" UTC | Leonov ouvre l'écoutille externe du sas.                                                          |
| 8h34 51" UTC | L'activité extravéhiculaire débute lorsque Leonov quitte le sas de Voskhod 2.                     |
| 8h47 00" UTC | L'activité extravéhiculaire se termine lorsque Leonov rentre dans le sas. Elle a duré 12 minutes. |
| 8h48 40" UTC | L'écoutille de sortie du sas externe est fermée et sécurisée par Leonov.                          |
| 8h51 54" UTC | Alexeï Leonov commence à repressuriser le sas de Voskhod 2.                                       |

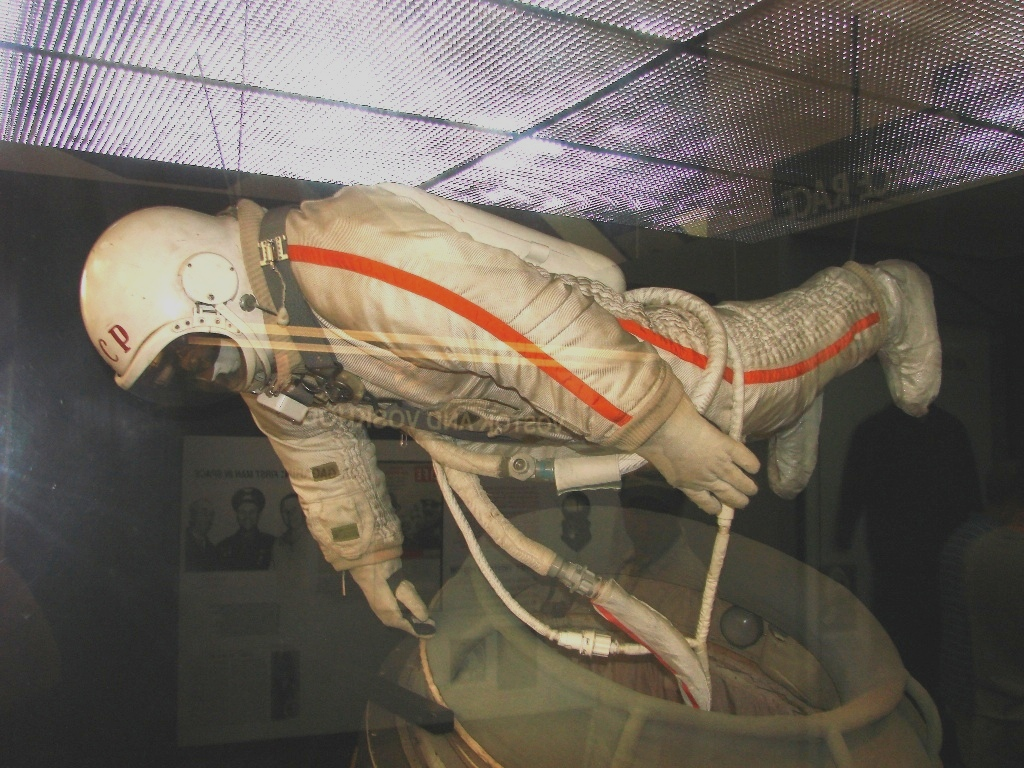
Reconstitution de la sortie de Leonov, Musée National de l'Air et de l'Espace, Washington.

Les préparatifs pour la sortie débutent dès que le vaisseau est en orbite. Dans l'espace exigu de la cabine, Leonov enfile à grand peine sa combinaison spatiale et l'équipement dorsal avec l'aide de Beliaïev. Une heure et demie après le décollage, et alors que le vaisseau boucle sa première orbite, Leonov pénètre dans le sas. Beliaïev referme l'écoutille interne, déclenche la dépressurisation du sas puis l'ouverture de l'écoutille externe.
Leonov émerge prudemment du sas relié à la capsule spatiale par un filin de 4,5 mètres. Après s'être complètement extrait du sas, il est ébloui par le Soleil. Il signale qu'il parvient néanmoins à discerner les montagnes du Caucase. Il enlève le capuchon de l'optique de la caméra fixée à l'extérieur sur le sas qui filme l'événement. Puis il tente d'effectuer des photos avec son appareil, attaché à sa combinaison, mais ne parvient pas à appuyer sur le déclencheur.
Après avoir flotté une dizaine de minutes dans l'espace et s'être éloigné jusqu'à 5 mètres du vaisseau, il entame les manœuvres pour réintégrer le vaisseau. Il est prévu qu'il rentre les pieds devant pour pouvoir se réinstaller dans son siège sans avoir à effectuer une culbute dans le sas car le diamètre de celui-ci ne le permet théoriquement pas. Mais il se rend compte alors que sa combinaison s'est tellement dilatée que ses mains et ses pieds ne sont plus positionnés dans les gants et les bottes, comme s'il avait rétréci. Il doit faire tomber la pression dans son scaphandre à 0,27 atmosphère pour retrouver un peu de maniabilité mais, contrairement à ce que prévoyait le plan de vol, il se voit contraint de s'introduire dans le sas la tête la première. Une fois dedans, il effectue non sans mal un retournement de sorte à pouvoir refermer l'écoutille extérieure. Il est alors exténué et en nage, son pouls montant à 143 battements par minute et sa température corporelle à 38 degrés. Contrairement aux instructions, il ouvre son casque immédiatement après que le sas soit pressurisé. Sa marche a duré 12 minutes et 9 secondes tandis que l'écoutille externe est restée ouverte 23 minutes.
Deux heures après la sortie de Léonov, le télévision soviétique passe en différé le film de l'expérience.

### Retour sur Terre émaillé d'incidents
Une fois Leonov revenu à sa place, Beliaïev déclenche la mise à feu des boulons pyrotechniques de sortie à larguer du sas.
La mission rencontre d'autres problèmes par la suite. L'écoutille s'est en effet mal refermée et l'air de la cabine fuit lentement. Pour compenser cette perte, le système de survie injecte de l'oxygène faisant monter la proportion de celui-ci à plus de 45 % (le système ne permet pas le remplacement de l'azote perdu) : à ce taux, une simple étincelle suffirait à déclencher un incendie. L'équipage effectue différentes manipulations pour abaisser ce taux, apparemment couronnées de succès, puis poursuit son programme d'expériences.
Toutefois, alors que le vaisseau entame sa treizième orbite, Beliaïev signale que la pression dans les réservoirs d'air est tombée de manière anormale de 75 à 25 atmosphères. Le responsable du système de survie assure alors à l'équipage qu'il dispose de suffisamment d'air pour tenir au moins jusqu'à la 17e orbite, prévue pour la rentrée atmosphérique du vaisseau. La mise à feu des rétrofusées, pour freiner le vaisseau et initier la séquence de retour sur Terre, est déclenchée de manière automatique, comme prévu. Toutefois, rien ne se passe : apparemment, le système d'orientation qui est piloté par un senseur solaire n'est pas parvenu à orienter correctement le vaisseau et un mécanisme de sécurité a bloqué la mise à feu des rétrofusées.
Après consultation de son équipe, Korolev, responsable du programme spatial soviétique, décide que les cosmonautes utiliseront le système manuel, qui repose sur le périscope Vzor. Les ingénieurs au sol calculent rapidement les coordonnées qui doivent être utilisées par l'équipage pour orienter le vaisseau dans la bonne direction. Pour pouvoir utiliser Vzor dans la cabine exiguë, Beliaïev doit se placer en travers des sièges tandis que Leonov positionné sous son propre siège le maintient fermement. Le vaisseau est réorienté correctement mais la mise à feu des rétrofusées n'est déclenchée que 46 secondes plus tard pour permettre aux deux cosmonautes de réintégrer leurs sièges, afin que le centre d'inertie du vaisseau soit conforme aux calculs. Ce délai induit un écart dans la trajectoire et le vaisseau ne se dirige pas vers l'endroit prévu. Par ailleurs, comme cela a été le cas au cours de plusieurs missions précédentes, le module de service et le module de descente ne se séparent pas immédiatement. Le vaisseau suit une trajectoire différente de celle prévue et les cosmonautes subissent durant plusieurs secondes une décélération de 10 g.

### Récupération de l'équipage
Le vaisseau touche finalement le sol sans encombre, mais il n'est repéré que quatre heures plus tard par l'équipage d'un hélicoptère qui a aperçu son parachute de couleur rouge. Du fait des difficultés rencontrées pendant la descente, il s'est posé à 387 km du site d'atterrissage prévu, entre les villages de Sorokovaya et Shchuchino, à environ 30 kilomètres au sud-ouest de la ville de Berezniki et à 180 km au nord-ouest de la ville de Perm dans les monts Oural.
Il est éloigné de toute zone habitée, au milieu d'une zone de forêt si dense qu'elle rend impossible dans l'immédiat la récupération de l'équipage. Il gèle et la couche de neige atteint deux mètres d'épaisseur par endroits. Deux équipes de sauveteurs entament un périple pour joindre le Voskhod mais ils n'y parviennent pas lorsque la nuit tombe. Plus tôt dans la journée, des vêtements chauds ont été parachutés aux cosmonautes pour leur permettre d'attendre les secours. Après une nuit très inconfortable, ils sont rejoints par une équipe de sauveteurs partis à ski et qui a mis trois heures pour couvrir 1,5 km. Les dirigeants soviétiques ne voulant prendre aucun risque, ils interdisent une évacuation par hélitreuillage, si bien que l'équipage doit passer une deuxième nuit dans la taïga pour permettre la préparation d'une zone d'atterrissage.

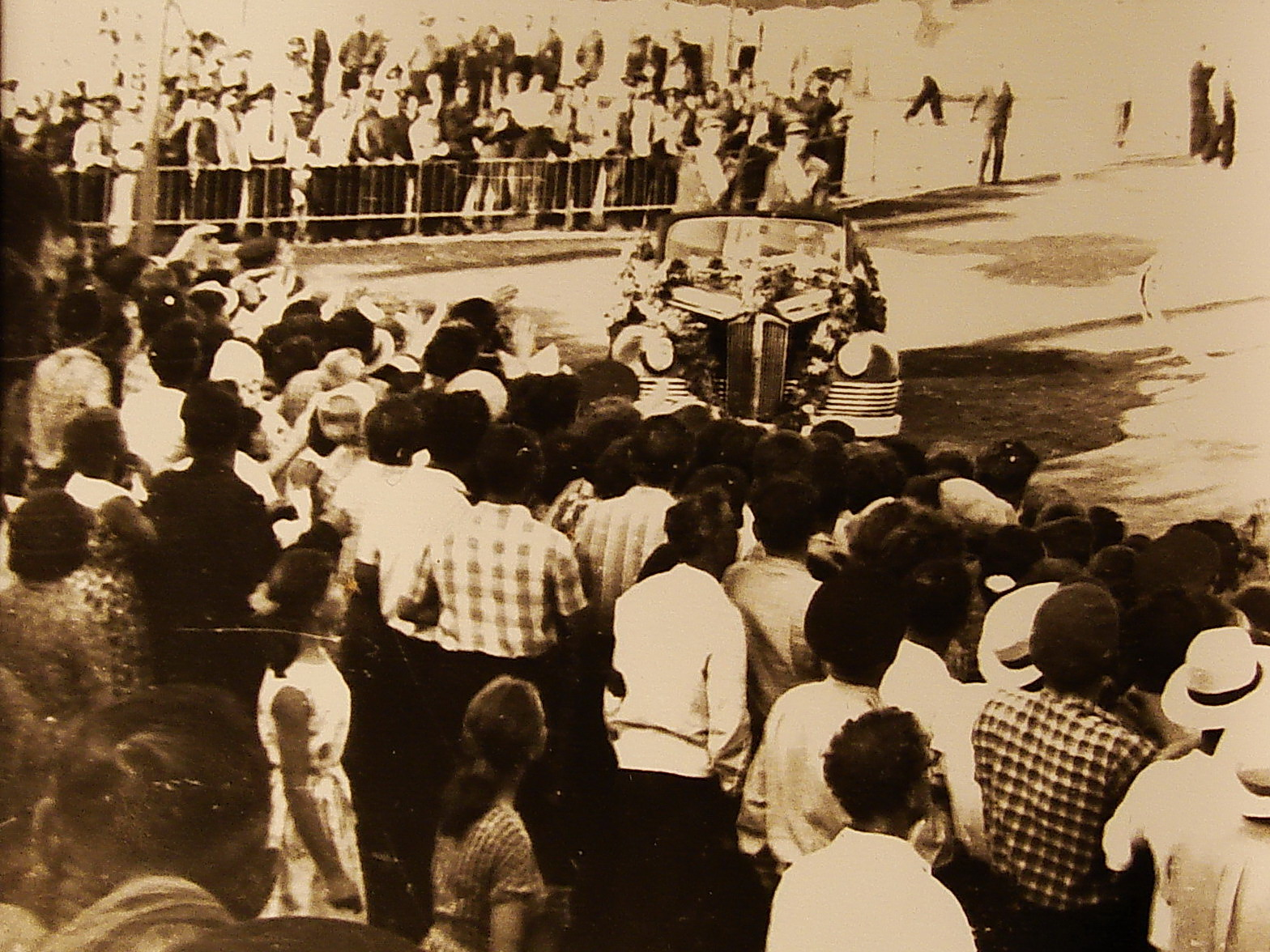
Beliaïev et Leonov défilent dans les rues de Vologda.

## Suites de la mission

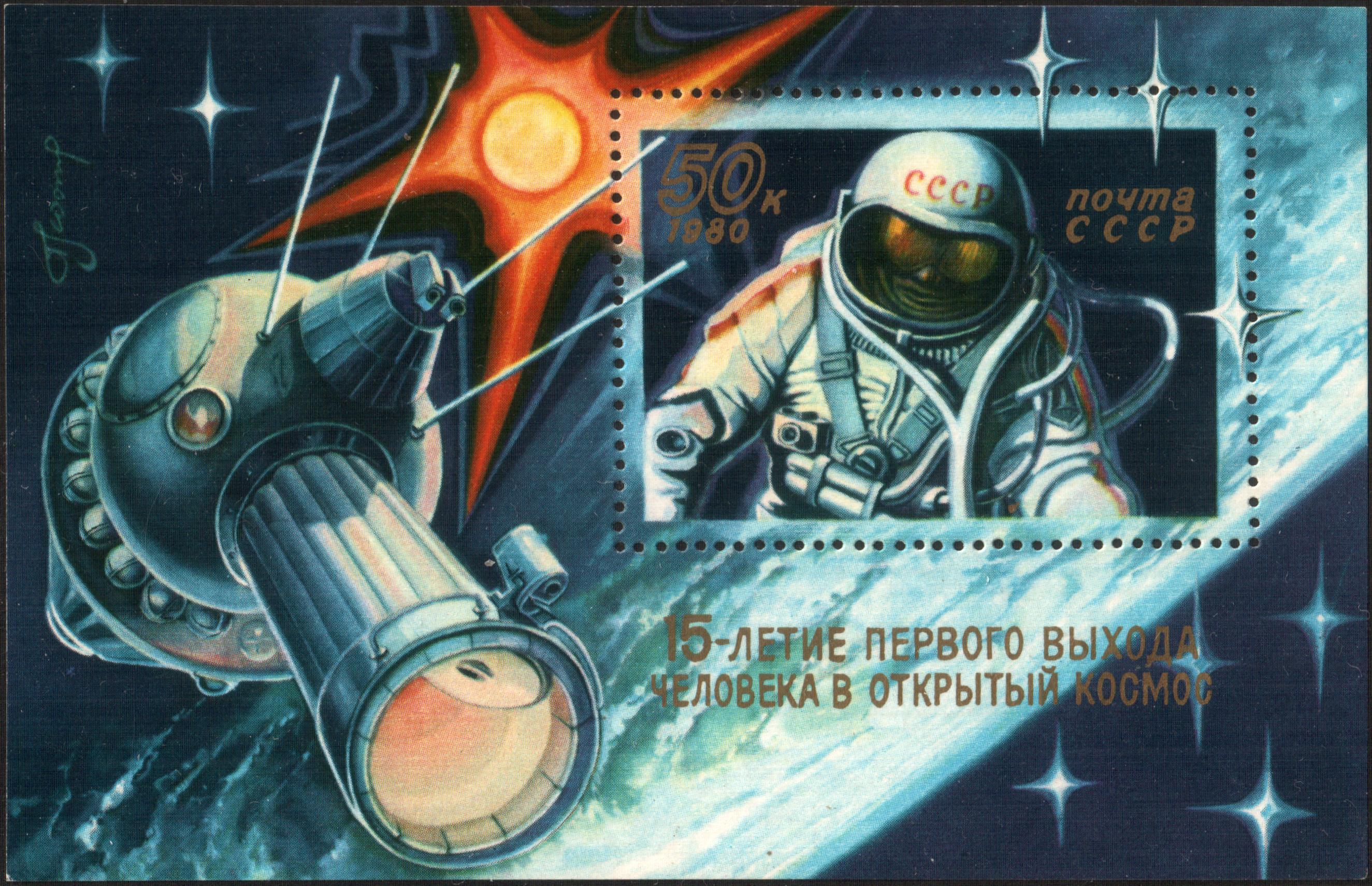
Un timbre de 1980.

À leur retour à Moscou, les deux hommes sont nommés Héros de l'Union soviétique, ils reçoivent 15 000 roubles, une voiture de la marque Volga et bénéficient d'un congé de 45 jours. Mais, à la demande des autorités, ils taisent les péripéties survenues lors de la sortie de Leonov puis celles du retour sur Terre. Elles ne seront dévoilées que bien plus tard, lors de la libéralisation du régime.
Moins de trois mois après le vol, le 3 juin, l'américain Edward White réalisera la première sortie extravéhiculaire américaine, d'une durée de 20 minutes. Les capacités du Voskhod s'avérant par ailleurs très limitées, comparées à celles de Gemini, le programme sera abandonné : la mission habitée suivante sera réalisée en 1967 avec le vaisseau Soyouz.

### Filmographie
- 2017 : Dmitri Kisseliov, The spacewalker (en russe : Время Первых, Vremia Pervykh, litt. « Le temps des premiers »). Film relatant la mission Voskhod 2.